# Beetham Tower

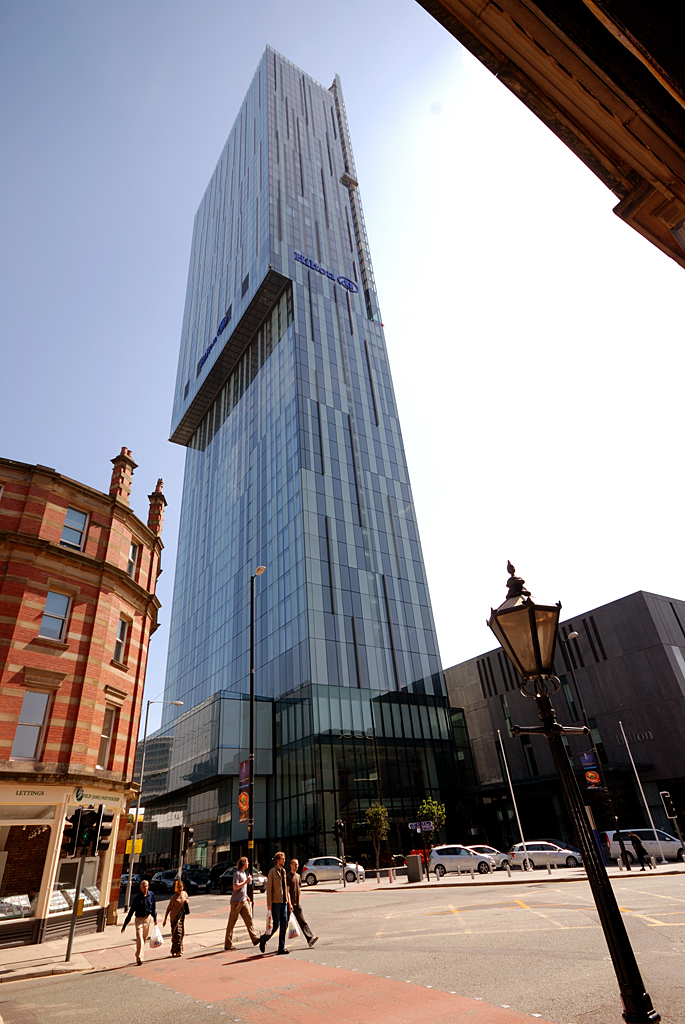
Der Beetham Tower in Manchester

Der Beetham Tower (auch Hilton Tower) ist ein Hochhaus in Manchester und mit 169 m nach dem Deansgate Square South Tower das zweithöchste Gebäude Großbritanniens außerhalb von London. Er wurde vom namengebenden Bauträger Beetham Organization unter dem Projekttitel 301 Deansgate geplant, von 2002 bis 2004 gebaut und wird auch von diesem betrieben. Charakteristisch ist seine überhöhte Glasfront sowie die Auskragung um vier Meter ab dem 23. Stock.
Der Beetham Tower beherbergt bis zum 23. Stockwerk ein Hilton Hotel. Ab dem 24. Stock aufwärts befinden sich Apartments. Das Gebäude steht an einer der Hauptstraßen Manchesters, der Deansgate, und hat die Hausnummern 301 bis 303, wobei Deansgate 301 die Adresse der Apartments und Deansgate 303 die des Hotels ist.